# Innocenti Mini

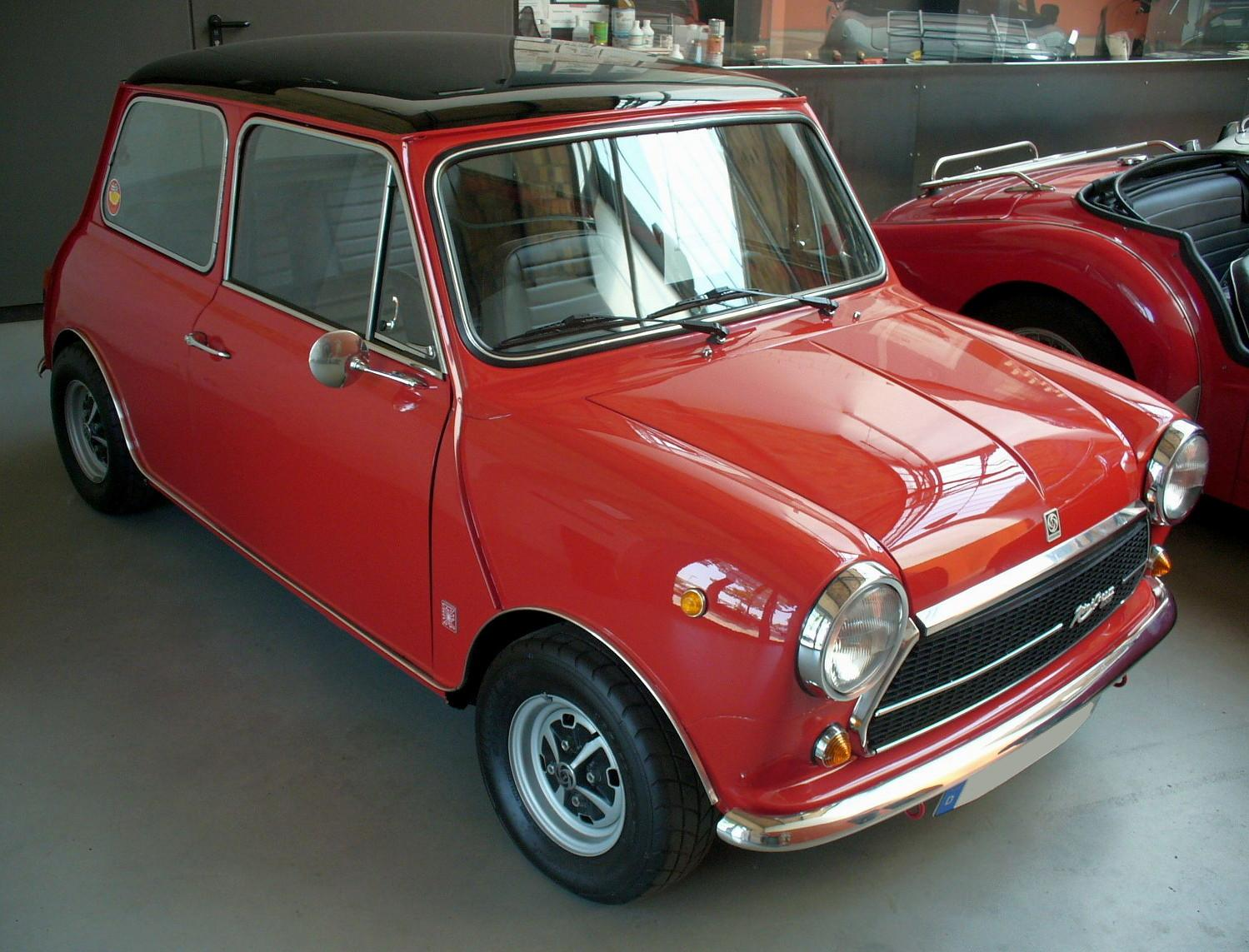
Innocenti Mini

Der Innocenti Mini war ein Kleinwagen, der von 1965 bis 1975 vom Mailänder Automobilhersteller Innocenti vor allem für den italienischen Markt produziert wurde. Das Modell entsprach technisch und äußerlich weitgehend dem von Alec Issigonis entwickelten und 1959 präsentierten Mini, wies aber im Detail einige Abweichungen auf, am auffälligsten die Dreiecksfenster in den Türen.
Auf der Basis des Innocenti Mini entstand 1974 eine überarbeitete Version mit einer Karosserie von Bertone, die Innocenti als Mini 90 bzw. Mini 120 verkaufte. Das Fahrzeug blieb bis 1993 im Programm.